# San Nicolás Zecalacoayan
San Nicolás Zecalacoayan är en ort i Mexiko.   Den ligger i kommunen Chiautzingo och delstaten Puebla, i den sydöstra delen av landet, 70 km öster om huvudstaden Mexico City. San Nicolás Zecalacoayan ligger 2 469 meter över havet och antalet invånare är 2 575.
Terrängen runt San Nicolás Zecalacoayan är kuperad åt sydväst, men åt nordost är den platt. Runt San Nicolás Zecalacoayan är det ganska tätbefolkat, med 96 invånare per kvadratkilometer. Närmaste större samhälle är San Martin Texmelucan de Labastida, 10,8 km nordost om San Nicolás Zecalacoayan. Trakten runt San Nicolás Zecalacoayan består till största delen av jordbruksmark.